# 12-es busz (Kecskemét)
A kecskeméti 270-es jelzésű autóbusz a Margaréta Otthon és a Köztemető I. kapu között közlekedik. A viszonylatot a Kecskeméti Közlekedési Központ megrendelésére az Inter Tan-Ker Zrt. üzemelteti.
November elsején mentesítőjáratok indulnak 112-es jelzéssel.

## Története
1967-ben a 270-es buszok a Tanácsháza és a Köztemető között közlekedtek, az alábbi megállóhelyek érintésével:
| Tanácsháza – Köztemető                                | Tanácsháza – Köztemető                         |
| ----------------------------------------------------- | ---------------------------------------------- |
| - Tanácsháza - Zeneiskola - Aluljáró - Szívós megálló | - Békefasor 58. - Szilágyi E. utca - Köztemető |

2021. augusztus 8-án útvonala az új Margaréta Otthon buszvégállomásig hosszabbodott, a Széchenyi tértől a 401-es busz vonalán halad az új szakaszon, kiváltva annak bizonyos indulásait.

## Útvonala
| Margaréta Otthon ► Köztemető I. kapu ► Margaréta Otthon |
| --- |
| Margaréta Otthon vá. – Károly Róbert körút – Nyíri út – Március 15. utca – Irinyi utca – Kápolna utca – Széchenyi tér – Szilády Károly utca – Kölcsey utca – Dobó István körút – Batthyány utca – Katona József tér – Csányi János körút – Rákóczi út – Kuruc körút – Szolnoki út – Béke fasor – Köztemető, forduló – Béke fasor – Mátyás király körút – Czollner köz – Kandó Kálmán utca – Szolnoki út – Kuruc körút – Rákóczi út – Koháry István körút – Hornyik János körút – Széchenyi tér – Kápolna utca – Irinyi utca – Március 15. utca – Nyíri út – Károly Róbert körút – Margaréta Otthon vá. |

## Megállóhelyei
| 0  | Margaréta Otthon induló végállomás | 50 | 4, 14, 14D |
| 1  | Domb Áruház                        | 49 | 4, 14, 14D, 29, 34, 34A |
| 2  | Benkó-domb                         | 48 | 4, 14, 14D, 22, 34, 350 |
| 4  | Kristály tér                       | 47 | 4, 14, 14D, 22, 34, 350 |
| 5  | Szent Család Plébánia              | 46 | 4, 10, 14, 14D, 22, 34, 350 |
| 6  | Irinyi utca                        | 45 | 4, 10, 14, 14D, 22, 34, 350 |
| 7  | Balaton utca                       | ∫  | 3, 10, 20, 20H, 34A |
| 8  | Szent Imre utca                    | 43 | 3, 4, 10, 14, 20, 20H, 29, 34A                                                                                                  |
| 15 | Széchenyi tér                      | 40 | 2, 2A, 2D, 2S, 3, 3A, 4, 4A, 4C, 5, 6, 7, 7C, 9, 10, 11, 11A, 13, 13D, 13K, 14, 16, 18, 20, 20H, 23, 23A, 28, 29, 34A, 169, 916 |
| 18 | Katona József Színház              | ∫  | 1, 2, 2A, 2D, 2S, 3, 3A, 4, 4A, 4C, 6, 7, 7C, 11, 11A, 13, 13K, 15, 18, 19, 20H, 23, 23A, 28, 32 Helyközi buszok                |
| 20 | Cifrapalota                        | 37 | 1, 2D, 2S, 4, 4A, 4C, 7, 7C, 15, 18, 19, 20H, 23, 23A, 32 Helyközi buszok                                                       |
| 23 | Víztorony                          | 35 | 4, 4A, 4C, 21, 21D, 25 Helyközi buszok                                                                                          |
| 25 | Teleki Pál tér (↓) Aluljáró (↑)    | 34 | 4, 4A, 4C, 25 Helyközi buszok Távolsági járatok                                                                                 |
| 26 | Béke fasor                         | ∫  | |
| ∫  | Hunyadi János tér                  | 33 | 12D |
| ∫  | Czollner köz                       | 32 | 12D |
| ∫  | Hunyadi ABC                        | 31 | 12D, 18, 20H, 23A |
| ∫  | Corvina utca                       | 30 | 12D |
| 27 | Szilágyi utca                      | 29 | |
| 28 | Köztemető I. kapu                  | 28 | |